# 최장집
최장집(崔章集, 1943년 5월 24일 ~ )은 대한민국의 정치학자이다. 한국 민주주의의 현실 및 전망에 대해 적극적인 연구를 해오고 있다.
고려대학교 정치외교학과에서 학사와 석사과정을 마치고 미국 시카고 대학교 대학원 정치학과에서 1983년 8월 박사학위를 받았다. 1983년 9월 고려대학교 정치외교학과 조교수로 취임했고 1987년 교수로 승진후 2007년 명예 퇴임을 하였다. 미국 워싱턴 주립 대학교 잭슨국제관계학과와 미국 캘리포니아 대학교 버클리 정치학과의 초빙교수, 일본 동경 아시아경제연구소 객원연구원, 고려대학교 아세아문제연구소 소장을 역임하였다.

## 최장집 사상논쟁

### 사건개요
1998년 4월부터 1999년 4월까지 김대중 대통령의 국민의 정부 시절, 최장집 교수가 대통령자문 정책기획위원장을 역임할 당시에 월간조선으로부터 시작된 사상검증 사건이다. '최장집 사상논쟁'으로 일컬어지는 이 사건은 1998년 월간조선 11월호 <'대통령 자문 정책기획위원장' 최장집 교수의 충격적 6·25전쟁관 연구>라는 기사를 통해 "결론적으로 최 위원장은 6·25전쟁을 평가함에 있어 대한민국에게 불리하게, 북한에 대해서는 유리하게 논리를 전개하고 있음을 확연히 드러냈다"며 최 교수에 대해 매카시즘적 사상공세를 펼치며 불거졌다. 기사를 집필한 우종창 기자는 정책기획위원장이 된 최교수와 ‘제2의 건국’에 관한 인터뷰를 2시간 동안 진행했었는데, 당시 상황에 대하여 최 교수는 “우기자는 그러나 당초 약속한 제2 건국 관련 질문보다는 한국현대사인식과 한국전쟁관에 대해 중점적으로 질문했으며, 마치 사상검증을 받는 것 같았다”고 밝혔다.
월간조선은 최 교수가 96년 출간한 '한국민주주의의 조건과 전망'에 실린 한국전쟁 관련 논문의 표현을 문제삼았다. "6·25는 김일성의 역사적 결단", "한국전쟁의 최대 희생자는 북한의 민중”,“개전 초반은 민족해방전쟁”등의 표현을 지적하며 최교수의 대북관을 공격했다. 이에 대해 최 교수는 논문 내용을 사실과 다르게 왜곡하고, 논문에서 사용된 어휘들과 문장을 의도적으로 문맥과 분리하여 인용함으로써 필자의 사상에 문제가 있는 것처럼 왜곡한 것으로 사실과 다르다며 반박문 및 명예훼손 소송을 통해 적극적인 대응에 나섰다.

### 사실왜곡에 대한 최장집 교수의 반박
월간조선 기사제목 표현 “6.25는 김일성의 역사적 결단” 부분은, 김일성이 지나친 과신으로 전쟁을 개시하게 되는 ‘오판’상황을 설명한 것으로 ‘김일성의 오판’이라고 적시하고 있으며, "한국전쟁의 최대 희생자는 북한의 민중" 부분은, 남한 민중의 희생이 더 적다는 점을 강조하려는 것이 아니라, 김일성이 전쟁의 최대수혜자임을 강조하기 위한 표현이었으며,“중공군의 개입을 변호했다”는 부분은, 객관적인 묘사를 필자의 주관적인 판단으로 왜곡한 것이고, “6.25전쟁을 평가함에 있어 대한민국에 불리하게, 북한에 대해서는 유리하게 논리를 전개하고 있다”는 부분은, 논문의 전체 논지를 완전히 거꾸로 해석하고 있는 것이라고 밝혔다.

### 법정대응
최장집 교수는 월간조선 11월호에 대한 배포금지가처분신청을 비롯해 언론중재위에 정정보도를 신청하고, 명예위반 혐의로 조선일보와 취재기자를 상대로 5억원의 손해배상 소송을 제소하는 등 법적대응을 통해 맞섰다. 이에 대해 재판부는 월간조선 11월호 발행 판매 배포금지 가처분신청을 받아들여 "문제가 된 내용을 삭제하지 않고는 월간조선 11월호를 발행,판매 또는 배포해서는 안된다"고 결정했다. 
재판분의 판결에 대해 조선일보는 "이번 결정은 아직도 사회적 논쟁이 계속되고 있는 상황에서 일부 쟁점 사항에 대한 조선일보의 추가 보도를 금지하고 일부 결정 내용에서는 사실 관계조차 부정확하다"고 반발했다. 또한 조선일보는 재판부가 증거자료를 제대로 검토하지 않았고, 장래의 논쟁을 금지시켰다며 반발했는데, 이에 대해 사건을 담당한 판사는 법원 내부 컴퓨터통신에 올린 글을 통해 조선일보사의 왜곡된 주장을 비판했다. 
이후 조선일보는 가처분신청은 물론 최 교수가 조선일보를 상대로 제기한 5억원의 손해배상 청구소송과 반론보도청구소송에서도 패소가능성이 높아지고 청와대와도 마찰이 일자 99년 초 당시 강천석 편집국장이 최 교수를 개인적으로 만나 조선일보와 월간조선에 최 교수의 반론문과 논문을 게재하는 것으로 겨우 합의를 이끌어내었다. 

### 소송취하
최장집 교수는 합의 이후 조선일보를 상대로 제기한 소송과 배포금지가처분신청 등 일체의 소송을 취하했다. 조선일보는 이후 99년 1월 18일자에 최 교수의 반론문 '화해와 상생(相生)의 통일시대로'를 특별기고 형식으로 게재했고 같은날 발행된 월간조선 2월호에는 최 교수가 96년 출간한 '한국민주주의의 조건과 전망'에 실린 논문을 일부 수정한 '통일의 조건과 전망-탈냉전기의 두가지 선택'이라는 글이 실렸다. 당시 조선일보와 최 교수의 합의배경에는 청와대 고위관계자가 직접 중재에 나섰으며 조선일보는 내부의 격렬한 논쟁을 거쳐 편집국장 교체 등 인사조치를 취한 바 있다. 
조선일보에 대해 끝까지 소송을 하여, 승소를 이끌어내 책임을 물어야 하지 않았느냐는 한 학생의 질문에 대해, 최 교수는 당시 공직자의 신분으로서 정부에 대한 고려문제와 승소를 하더라도 해결되기 힘든 헤게모니의 문제 등의 이유를 들어 소송취하 이유를 밝혔다. 특히 전쟁의 수많은 희생자로부터의 시각, 민중적 시각을 견지하여 현실 비판적인 학문을 해온 학자의 입장에서, 6.25참전군인 및 유가족으로부터의 비판을 받았을 때 조선일보의 공격과는 다른 차원의 곤혹을 느꼈다고 밝히고 있다.

### 기타사항
최장집 교수는 사태와 관련하여 책임을 지고 1999년 4월에 대통령자문 정책기획 위원장을 사임하였다.
2005년 서울 중앙 지검 공안1부는 보수단체로부터 국가보안법 위반 혐의로 고소, 고발된 최장집 교수에 대해 7년 만에 무혐의 처분을 결정하였다. 보관됨 2011-06-16 - 웨이백 머신
월간 '말'은 1998년 12월호를 통해 사상논쟁을 제기한 월간조선 우종창 기자에 대해 사상적 편향성을 지적하는 기사를 냈다. 이에 반발하여 우종창 기자는 "우 기자에게서 사디즘적 병리현상이 느껴지며 우 기자의 글에서 살의가 느껴진다"라는 기사의 표현을 문제삼아 소송을 냈으나 1심에서 패소했고, 항소한 재심에서 다시 패소했다. 법원은 월간 '말'의 조선일보에 대한 사상적 편향성 지적은 공익성이 인정된다고 판결했다.
최장집 교수 사상논쟁은 2000년 초 '조선일보여 나를 고소하라'는 운동을 통해 시민단체와 네티즌들의 안티조선운동을 격화시키는 계기가 되기도 했다. 

## 민주주의에 대한 모색
그는 《민주화 이후의 민주주의》에서 한국의 민주주의가 민주화 이후에 쇠퇴하고 있다고 하면서 보수독점의 정당체제가 그 원인이라고 주장하였다. 또한《민주주의의 민주화》라는 책을 통해 한국 정치에서 노동이 정당체제로 수렴되지 못한 문제를 지적하며 "제도적 실천"의 중요성을 강조하고 있다.

## 노무현 정권에 대한 견해
최장집은 노무현 정권의 실패 원인은 정책 이념과 방향 그리고 실제 정책 수행의 과정과 결과를 포함하여 민주정부가 제 역할을 하지 못한 데 기인하는 바 크며, 스스로 어떤 가치와 어떤 생각으로 민주주의를 운영할 것인가 하는 문제의식을 제대로 고수하지 못했다는 데에 기인하다고 비판했으며, 이러한 견해는 17대 대통령 선거 과정에서도 논란 거리를 제공하였다.

## 촛불시위에 대한 견해
정부의 권위주의적인 의사결정방식에 대항의 목소리를 냈다는 점에서 시민들의 민주주의에 대한 열정을 보여준다고도 평가했으나, 한편으로는 야당 정치인들이 대의민주주의라는 제도적 해결책을 모색하지 않고 거리에 나와 시위에 합류한 것을 적극적으로 비판하기도 하였다. 이는 운동에 의존하는 정치는 군사정권을 무너뜨리는 데는 효과적이었으나, 제도적 민주주의를 성취한 오늘날의 시점에서 중요한 것은 역량있는 정당이 사회에 뿌리내려 구체적인 대안을 만들어 나가는 것이라고 보는 그의 관점이 투영된 것이라고 할 수 있다.

## 학력
.경동고등학교 졸업
- 1965년 2월 고려대학교 정경대학 정치외교학과 (학사)
- 1969년 2월 고려대학교 대학원 정치외교학과 (석사)
- 1983년 8월 미국 시카고 대학교 정치학과 (정치학 박사, Ph.D)

## 경력
- 1971 ~ 1973 : 대통령비서실 공보비서실 행정관
- 1983.09 ~ 2008.08 : 고려대 정경대학 정치외교학과 부임, 조교수, 부교수를 거쳐 교수로 지난 25년 재직
- 1986 ∼ 1988 : 한국산업사회연구회 회장
- 1988 ~ 1992 : 학술단체협의회 공동의장
- 1988.03 ∼ 1990.12 : 미국 사회과학협의회(Social Science Research Council) 한국분과위원
- 1989 : 미국 워싱턴주립대 잭슨스쿨 초빙교수 (한국정치론 강의)
- 1990 ∼ 1991 : 한국정치연구회 회장
- 1995.08 ~ 1995.12 : 미국 캘리포니아대학교 버클리캠퍼스 방문교수
- 1996.01 ~ 1996.08 : 일본 동경 아시아경제연구소 연구원
- 1997.01 ~ 1999.06 : 노동아카데미 회장
- 1998.04 ~ 1999.04 : 대통령자문 정책기획위원회 위원장
- 1999.08 ~ 1999.12 : 미국 코넬대학교 정치학과 방문교수 (한국정치 강의)
- 2000.04 ~ 2006.08 : 한일공동연구포럼 한국 측 대표
- 2000.04 ~ 2008.08 : 고려대학교 아세아문제연구소 소장
- 2008.09 ~ : 고려대학교 명예교수
- 2009.03 ~ 2009.06 : 미국 스탠퍼드대학교 사회학과 방문교수
- 2013.05 ~ 2013.08 : 정책네트워크 내일 이사장
- 2018.11 ~ : 국회 정치개혁특별위원회 자문위원

## 주요연구
(※ 굵은 글씨는 주요 저작)

### 학위논문
- Interest Conflict and Political Control in South Korea : A Study of the Labor Unions in Manufacturing Industries 1961-1980, 미국 시카고대학교 정치학 박사학위(Ph.D) 논문, 1983.

### 국문논문 및 발표문
- “그람씨의 헤게모니 개념”, 한국정치학회보 18, 1984.
- “자유민주주의냐, 관료적 권위주의냐”, 『민족지성』16, 1987.
- “한국의 초기 국가수립의 성격과 구조, 1945-1948: 정치 및 사회단체의 발생, 변화, 소멸을 중심으로”, 고려대학교 사회과학논집 14, 1988.
- “한반도 평화와 통일의 의미와 방향”, 『민족통일』1, 2, 1989.
- “이탈리아 공산당의 노선분석: 사회주의의 한 대안적 모색”, 경제와 사회 2호, 1989.
- “한국사회 민주변혁의 새로운 모색을 위하여”, 사회와 사상 26, 1991.
- “한국 민주주의와 언론”, 『언론과 사회』, 1994.
- “민주개혁과 언론“, 『나라의 길』, 1994.
- “제2차대전 이후의 동아시아의 가능성: 남한으로부터의 시각, 『神學思想』, 1994.
- “변형주의와 한국의 민주주의“, 사회비평 13호, 1995.
- “현대 한일관계와 한국 민족주의“, 『세계의 문학』, 1996.
- “민주주의와 노사관계 개혁“, 노사관계 개혁과 사회발전, 한국산업사회학회 추계학술대회, 1996.
- “일본의 헌법개정과 미일안보조약의 신체제“, 『世界』, 641호, 1997.
- “민주적 시장경제의 한국적 조건과 함의“, 당대비평 3 (봄호), 삼인출판사, 1998.
- “1997년 대선과 새정부의 개혁과제“, 『사회비평』18호, 1998.
- “새 시대의 새 지도자상: 민주화개혁과 민족통일을 위하여“, 『교회와 세계』160, 1997.
- “한국 정치경제의 위기와 대안 모색: 민주적 시장경제를 중심으로“, 사상 총권37호, 1998.
- “한국 정치경제의 위기와 대안모색: 민주적 시장경제를 중심으로“, 한국정치특별학술회의Ⅱ, 한국 정치경제의 위기와 대응: 김영삼정부의 평가와 김대중정부의 과제, 한국정치학회, 1998.
- “경제위기시의 노동운동: 한국과 일본의 비교, 아세아연구 통권 101호, 1999.
- “한국정치경제의 위기와 대안 모색 -민주적 시장경제를 중심으로“, 고려대학교 노동대학원 1998.
- “김대중정부의 개혁방향과 전략에 관한 소고“, 고려대학교 아세아문제연구소 국제학술회의, 1998.
- “박정희정권의 평가“, 계간『대화』5호, 1999.
- “시민권과 참여적 복지사회: 한국사회에서 시장경제와 사회정책은 양립할 수 없나“, 노동아카데미 학술세미나, 1999.
- “한국의 민주화, 시민사회, 시민운동: '2000년 총선 시민연대 시민운동의 의의“, 한국정치학회 기획학술회의, 21세기 한국정치학회의 쟁점과 전망 -한국 시민사회와 민주주의, 2000.
- “세계화, 민주화, 시민사회 - 새로운 사회적 가치와 사회구성원리를 위한 탐색으로서 국가-시민사회 병행모델“ 개혁과 대안을 위한 전문지식인회의 춘계심포지엄, 2000.
- “운동의 전통과 민주주의 모델“ 한국정치학회, 한국의 정치변동과 민주주의 기획학술회의 2000.
- “운동의 전통과 민주주의의 모델”, 『아세아연구』 제43권 1호, 2000.
- “냉전해체기 평화와 공존의 철학”, 『황해문화』 통권 29호(겨울호), 2000.
- “한국 민주주의 반성과 과제”, 최장집외 공저, 『한국민주주의 회고와 전망』, 한가람, 2000.
- “민주주의와 정치개혁: 김대중 정부를 중심으로”, 민준기 편, 『21세기 한국의 정치』, 박영사, 2001.
- “김대중 정부의 선택과 한국 민주주의”, 『씨알의 소리』 5․6월호 통권 160호, 2001.
- “민주화 이후의 민주주의: 한국 민주주의의 발전방향과 과제”, 민주주의사회연구소 편, 『민주주의』, 백산서당, 제1집, 2002.
- “한국민주주의와 좋은 정부의 조건에 관하여”, 『시민과 세계』, 당대 통권3호, 2003.
- “한미관계의 미래: 반미감정에 대한 단상“, 『아세아연구』 46권 1호, 2003.
- “르네상스 시기 이탈리아 도시국가의 국제관계와 마키아벨리: 한 연구노트”, 우암평화연구원 편, 『정치적 현실주의의 역사와 이론』, 화평사, 2003.
- “한국 민주주의의 제도디자인 서설”, 『아세아연구』46권 4호, 2003.
- “노동 없는 민주주의: 일본사회당의 실패에 관한 한 해석”, 『변동기의 한일정치 비교』, 아연출판부, 2003.
- “한국의 민주주의와 노무현 정부: 열망․실망의 악순환을 끊을 수 있나?”, ｢참여정부 100일, 현재와 미래｣, 대통령자문정책기획위원회, 2003.
- “총론: 한국 민주주의의 취약한 사회경제적 기반”, 『아세아연구』47권 3호, 2004. 9.
- “한국어판서문, 민주주의와 헌정주의: 미국과 한국”, 로버트 달 저, 박상훈․박수형 역, 『미국헌법과 민주주의』, 후마니타스), 2004.
- “동아시아 공동체의 이념적 기초: 공존과 평화를 위한 공동의 의미지평”, 『아세아연구』47권 4호, 2004.
- “87년 체제의 극복을 위하여: 헌법과 사회구조의 비판적 성찰”, 창비․시민행동, 2005.
- “한반도 평화의 조건: 칸트의 영구평화론의 퍼스펙티브에서”, 제2회 서울국제문학포럼 ‘평화를 위한 글쓰기’, 2005.
- “민주주의와 한국의 노동”, 한국노동사회연구소 심포지엄, 『한국의 노동, 과거 현재 미래』, 2005.
- “사회적 시민권 없는 한국 민주주의”. 최장집 편.『위기의 노동』, 후마니타스, 2005.
- “해방 60년에 대한 하나의 해석: 민주주의자의 퍼스펙티브에서”, 『시민과 세계』 제8호, 2006.
- “노동 없는 민주주의로의 전환: 일본사회당의 실패에 관한 한 해석“,『아세안연구』49권2호, 2006.
- “(서평) 노동 없이 민주주의 발전 어렵다”, 『아세아연구』49권 3호, 2006.
- “제도적 실천으로서의 민주주의”, 『기억과 전망』통권 15호(가을호), 2006.
- “정치적 민주화: 한국 민주주의, 무엇이 문제인가”『비평』14호. 2007.
- “한국 민족주의의 특성”, 최상용 외 지음, 『민족주의, 평화, 중용』, 까치, 2007.
- “한국 민주주의와 광주항쟁의 세 가지 의미”『아세아연구』128호, 2007.
- “민중과 시민-민주주의를 이해하는 두 가지 다른 방법"『황해문화』58호(봄호) 2008.
- “이명박 정부에 대해 우리는 무엇을 생각하게 되나.”『비평』19호(여름호). 2008.

### 외국어논문 및 발표문
- “A Comparative Control of the Labor Union in South Korea“, Korea Social Science Journal 11, 1984.
- “The Strong State and Weak Labor Relations in South Korea: Their Historical Determinants and Bureaucratic Structure“, The Institute of Seoul Sciences at Seoul National University, conference on The Dependency Issue in Korean Development: Comparative Perspectives, 1985.
- “The State and Political Regime in South Korea“, Workshop on Political Economy of the Asian NICs under the auspices of the United Nations University, Japan, 1986.
- “Kim Young Sam's Reforms and the Conditions for the Consolidation of Democracy in South Korea“, The American University(Washington D.C), 1994.
- South Korean Labor Unions under the New Democracy, Georgetown Conference on Korean Society Capitalism and Corporatism in Korea: Comparative Perspectives, 1994.
- “The Characteristic Feature of Korea's Social Movements in a Comparison with Japan's“, Rikkyo University (Japan), 1996.
- “A Comparative Study of Civil Society and Democracy in Japan and Korea“, Visiting Research Fellow Monograph Series, No. 295, 아시아경제연구소, 1997.
- “Power Transfer and Reforms in Korea - On the Advent of the Kim Dae Jung Government“, Japan, 1997.
- “Power Transfer and Reforms in Korea - On the Advent of the Kim Dae Jung Government“, Kyushu University, Japan, 1997.
- “The Political and Economic Reforms under the Kim Dae Jung Government“, The Institute for East Asian Studies, Columbia University(New York), 1999.
- “Constraints and Dilemma in the Kim Dae Jung Government's Reforms“, sponsored by East Asian Program, 1999.
- “Democratization, Civil Society, and the Civil Social Movement: The Significance of the Citizens' Alliance for the 2000 General Elections,“ Korea Journal Vol. 40, No. 3, 2000.
- “Fighting Globalization, Using Globalization”, Seoul International Forum for Literature: Writing across Boundaries: Literature on the Multicultural World, 대산문화재단, 2000.
- “South Korean Democracy and the Kim Dae Jung Administration,“ Journal of Asian-Pacific Studies, No. 4, 2001.
- “Is Korea's Path to Democracy with Labor Possible?“, IPSA, Japan, 2004.
- “岐路...立...韓國勞動運動(上)”. 『生活經濟政策』126호, 2007.
- “How Korea's Democratic Governments Have Adopted Neo-Liberal Globalization in So Drastic a Way?”, The Asiatic Research Center's 50th Anniversarial International Conference, “Labor, the Welfare State, and Democracy“, Korea University, 2007.

### 프로젝트 및 강연집
- 『노동, 복지 그리고 민주주의』(책임연구자), 정책기획 과제 보고서, 정책기획위원회, 2006.
- 『동반성장을 위한 대안적 산업정책 연구』(총괄책임자), 한국산업기술재단, 2007.
- 『민중에서 시민으로』, 「석학과 함께 하는 인문강좌 시리즈 04」, 학술진흥재단, 2008.
- 『한국민주주의와 사법부의 좌표』,「사법부에 관한 국민의 인식과 사법부의 향후 과제」연구 용역, 대법원행정처 2008.

### 저서 - 국문단행본
- 『한국현대사 1945-1948』 (편저) , 열음사, 1985.
- 『한국의 노동운동과 국가』, 열음사, 1988.
- 『한국현대정치의 구조와 변화』, 까치, 1989.
- 『한국전쟁연구』 (편저), 태암, 1990.
- 『마르크스』 (편저), 고려대출판부, 1990.
- 『평화강좌』 (편저), 한길사, 1990.
- 『지역감정연구』 (공저), 학민사, 1991.
- 『한국민주주의의 이론』, 한길사, 1993.
- 『시민사회의 도전』 (공저), 나남, 1993.
- 『한국민주주의의 조건과 전망』, 나남, 1996.
- 『유럽의 민주주의와 노동정치』 (편저), 법문사, 1997.
- 『한국의 노동운동과 국가』 (개정판), 나남, 1997.
- 『한국사회와 민주주의』 (공저), 나남, 1997.
- 『민주화 이후의 민주주의: 한국 민주주의의 보수적 기원과 위기』, 후마니타스, 2002.
- 『위기의 노동』, (편저), 후마니타스. 2005.
- 『민주화 이후의 민주주의』(개정판), 후마니타스, 2005.
- 『민주주의의 민주화』, 후마니타스, 2006.
- 『어떤 민주주의인가』(공저), 후마니타스, 2007.
- 『전환의 모색: 우리는 어디에 있으며, 무엇을 할 것인가』(공저), 생각의 나무, 2008.
- 『한국민주주의 무엇이 문제인가』, 생각의 나무, 2008.
- 『노동 없는 민주주의의 인간적 상처들』, 폴리테이아, 2012.

### 저서 - 외국어단행본
- Sustainable Democracy (co-authored) Przeworski et. al., Cambridge University Press, 1995.
- 『現代韓國の 政治變動 : 現代化と民主主義の歷史的條件』, 中村福治 譯, 木鐸社, 1997.
- 『韓國現代政治の 條件』, 中村福治 譯, 法政大學出版局, 1999.
- Post-Cold War and Peace: Experiences, Conditions and Choices (edt.) Asiatic Research Center, 2003.